# Lijst van meren in Madagaskar
Hieronder volgt een overzicht van meren in Madagaskar.
| Rang | Meer                     | Soort      | Regio            | Oppervlakte  |
| ---- | ------------------------ | ---------- | ---------------- | ------------ |
| 1.   | Alaotrameer              | Zoutmeer   | Alaotra-Mangoro  | 900 km²      |
| 2.   | Tsimanampetsotsameer     | Zoutmeer   | Atsimo-Andrefana | 456 km²      |
| 3.   | Kinkonymeer              | Zoutmeer   | Boeny            | ± 100 km²    |
| 4.   | Ihotrymeer               | Zoutmeer   | Atsimo-Andrefana | 96 - 112 km² |
| 5.   | Itasymeer                | Kratermeer | Itasy            | 35 km²       |
| 6.   | Tsiazompanirymeer        | Stuwmeer   | Analamanga       | 31 km²       |
| 7.   | Mantasoameer             | Stuwmeer   | Analamanga       | 20 km²       |
| 8.   | Manambolomatymeer        | ?          | Melaky           | 7,491 km²    |
| 9.   | Antsidihymeer            | Kratermeer | Diana            | 0,16 km²     |
| 10.  | Amparihibemeer           | Kratermeer | Diana            | - km²        |
| 11.  | Anosymeer                | Stuwmeer   | Analamanga       | - km²        |
| 12.  | Mandrakameer             | Stuwmeer   | Analamanga       | - km²        |
| 13.  | Tritrivameer             | Kratermeer | Vakinankaratra   | - km²        |
| 14.  | Tsenymeer                | ?          | Sofia            | - km²        |
| 15.  | Komanaombymeer           | ?          | Menabe           | - km²        |
| 16.  | Bemambameer              | ?          | Melaky           | - km²        |
| 17.  | Himameer                 | ?          | Menabe           | - km²        |
| 18.  | Mandrozomeer             | ?          | Melaky           | - km²        |
| 19.  | Ravelobemeer             | ?          | Boeny            | - km²        |
| 20.  | Tsimalotomeer            | ?          | Boeny            | - km²        |
| 21.  | Ampijoroameer            | ?          | Boeny            | - km²        |
| 22.  | Antsimalomeer            | ?          | Boeny            | - km²        |
| 23.  | Ankomakomameer           | ?          | Boeny            | - km²        |
| 24.  | Amparihinandriambavymeer | ?          | Analamanga       | - km²        |
| 25.  | Lac Sacré                | ?          | Diana            | - km²        |
| 26.  | Andraikibameer           | Kratermeer | Vakinankaratra   | - km²        |